# 鴻池運輸
鴻池運輸株式会社（こうのいけうんゆ、英: Konoike Transport Co., Ltd.）は、大阪市中央区と東京都中央区に本社（登記上の本店は大阪市中央区）を置く、港湾運送業、倉庫業、製造請負業などを行う企業。

## 概要
創業は1880年に遡る老舗物流企業。元々は鴻池組の一部だったが、その物流部門を切り出して1945年に設立された。日本製鉄と近しく、その物流業務のみならず、工場内作業の請負等、広く業務全般を請け負っている。
近年は冷蔵・冷凍倉庫等の定温倉庫を中核とした食品物流事業を積極的に拡大しており、2015年9月に静岡県駿東郡長泉町にてイオングループの食料品を取り扱う長泉流通センターを開設、2015年秋を目標に岡山市で主に食料品・生活関連用品を取り扱う岡山早島配送センターの開設を予定するなど、国内における積極的な事業展開を行っている。また、元来港湾物流に強みを持ち、現地法人の設立やM&A等を通じて海外展開にも注力している。1985年に進出したアメリカ合衆国においては、ロサンゼルス地区の港湾における冷凍・冷蔵倉庫の保管能力の60%近くを保有し、同年に進出した中国においても自社定温物流センターを建設するなど、両国における日系物流企業として一定の地歩を築いている。
近年は東南アジア市場や南アジア市場の開拓に乗り出しており、2009年に日系の物流企業としては初めてバングラデシュに進出、2012年にインド現地法人及びカンボジア駐在員事務所を設立、2014年にはベトナムにて現地物流企業を買収。さらに日系物流企業がほとんど進出していなかったミャンマーでも2014年に現地法人を設立するなど、国内やアメリカで培った定温物流のノウハウを武器に、東南アジア全域をカバーする物流網の構築に取り組んでいる。
加えて、インドではメディアスホールディングスと合弁で医療材料データベースの構築と配信及びそれに関連する物流ネットワークの構築等を目的とする現地法人を設立したり、メキシコではエンジニアリング事業を展開する現地法人を設立し自動車部品メーカーの生産設備設置支援、輸送請負等を行う等、異業種に跨る分野への進出にも取り組んでいる。
なお、近年の物流業界における人手不足や労働負荷軽減の潮流を受けて、長距離のトラック輸送を複数のドライバーで行うための中継拠点を設けたり、グランフロント大阪のナレッジ・キャピタルにて、自社の開発したロボットアームの常設展示ブースを設けるなど、先進的な取組も行っている。

## 主な業務
- 国際海上輸送
- 工場構内物流
- 港湾運送・通関
- 重量物運搬
- 引越サービス
- 製造請負業務
- 低温物流ネットワーク

## 沿革
- 1880年（明治13年）- 鴻池忠治郎が大阪・伝法の地（現在の大阪市此花区）で運輸業を開始。
- 1945年（昭和20年）- 鴻池組から運輸部門を分離し、鴻池運輸株式会社を設立。
- 1951年（昭和26年）- 東京営業所を開設し、首都圏に進出。第1種貨物利用運送事業を開始。
- 1962年（昭和37年）- 倉庫業、港湾運送事業を開始。
- 1964年（昭和39年）- 一般貨物自動車運送事業を開始。
- 1968年（昭和43年）- 本社を大阪市此花区より大阪市東区（現・中央区）に移転。
- 1969年（昭和44年）- 銀座鴻池ビル完成（現・東京本社）。
- 1970年（昭和45年）- 通関業を開始。
- 1979年（昭和54年）- 航空貨物運送部門に進出。
- 1980年（昭和55年）- 創業100周年。
- 1982年（昭和57年）
  - 海上運送事業を開始（日台間定期航路）。
  - 労働者派遣事業に進出。
- 1984年（昭和59年）- シンガポールにKONOIKE TRANSPORT & ENGINEERING（S）PTE.,LTD. を設立。
- 1985年（昭和60年）
  - ロサンゼルスにKONOIKE TRANSPORT & ENGINEERING（USA）,INC.（現・KONOIKE-PACIFIC CALIFORNIA,INC.）を設立。
  - 北京に駐在員事務所を開設。
- 1987年（昭和62年）- 首都圏における一般物流・低温物流拠点を確立。
- 1989年（平成元年）
  - 売上高1,000億円を突破。
  - 香港にKONOIKE TRANSPORT & ENGINEERING（H.K.）LTD. を設立。
- 1990年（平成2年）- 全国における大規模な物流センターの整備始まる。
- 1993年（平成5年）- 物流会社として日本初のベトナム進出。
- 1994年（平成6年）
  - 医療関連事業に進出。
  - 第2種貨物利用運送事業を開始。
  - ロサンゼルスに大型冷凍冷蔵倉庫を竣工。
- 1996年（平成8年）- 青島に合弁会社青島遠洋鴻池冷蔵有限公司（現・青島遠洋鴻池物流有限公司）を設立し、冷蔵冷凍倉庫を竣工。
- 1998年（平成10年）
  - 利根川物流センターで当社初のISO9002:1994認証を取得。
  - ベトナム・ホーチミン市に冷凍冷蔵倉庫が竣工。
- 2000年（平成12年）
  - 利根川物流センターで当社初のISO14001:1996認証を取得。
  - 鴻池メディカル株式会社を設立。
- 2001年（平成13年）- フィリピン（マニラ）にKONOIKE TRANSPORT（PHILIPPINES）INC.、インドネシア（ジャカルタ）にPT.KONOIKE TRANSPORT INDONESIAを設立。
- 2003年（平成15年）
  - 執行役員制度を導入。
  - 上海に鴻池物流（上海）有限公司を設立。
- 2004年（平成16年）- 低温物流ネットワークを編成し、低温物流支店を開設。
- 2006年（平成18年）- 外国人研修生の受入を開始。
- 2007年（平成19年）
  - 本社を大阪市中央区備後町に移転
  - 鹿島選鉱株式会社にてダスト再資源化設備（RC資源循環炉）の建設を開始。
- 2008年（平成20年）- インド（ニューデリー、チェンナイ）に駐在員事務所を開設。
- 2009年（平成21年）
  - タイ（バンコク）にKONOIKE ASIA(THAILAND)CO., LTD. を設立、タイ（バンコク）に駐在員事務所を開設。
  - バングラデシュ（ダッカ）にKONOIKE-EURO LOGISTICS(BANGLADESH）LTD. を設立。
- 2010年（平成22年）- 日本航空インターナショナルより株式会社JALスカイ関西（現・Kスカイ）株の90%、JALグランドサービスよりJALグランドサービス関西（現・Kグランドサービス）及びJALグランドサポート関西のそれぞれ90%の株を譲受し、子会社化[20]。
- 2013年（平成25年）3月15日 - 東京証券取引所1部に上場[21][22]。
- 2014年（平成26年）3月20日 - 九州産交運輸の全株式を取得し子会社化[23][24][25]。
- 2015年（平成27年）9月24日 - 本社を大阪市中央区伏見町4-3-9に移転[26]。

## 関連会社
国内事業者は全て株式会社である。
- エコイノベーション
- 鳳テック
- コウノイケ・エキスプレス
- 千代田検査工業
- 北新工業
- キャリア・サービス
- コウノイケ・コーポレートサービス
- Kグランドサービス
- Kスカイ
- コウノイケ・スカイサポート
- コウノイケ・エアポートサービス
- 九州産交運輸
- 産交運輸物流サービス
- 鴻池メディカル
- 関西陸運
- 鴻池ロジスティクスネットワーク
- 此花運輸
- 昭和倉庫
- 日本空輸
- コウノイケ・シッピング
- 佐野運輸
- ニチウン
- ASRリサイクリング鹿島
- KONOIKE-PACIFIC CALIFORNIA,INC.
- KONOIKE TRANSPORT & ENGINEERING(USA),INC.
- KONOIKE-GENERAL,INC.
- KONOIKE-E STREET,INC.
- KONOIKE TRANSPORT & ENGINEERING(H.K.)LTD.
- 青島遠洋鴻池物流有限公司
- 鴻池物流（上海）有限公司
- 鴻池亜細亜物流（江蘇）有限公司
- KONOIKE VINATRANS LOGISTICS CO.,LTD.
- ANPHA-AG JOINT STOCK COMPANY
- KONOIKE ASIA(THAILAND)CO.,LTD.
- KONOIKE COOL LOGISTICS(THAILAND)CO.,LTD.
- VENUS MARINE CO.LTD.,S.A.